# Першинская охота

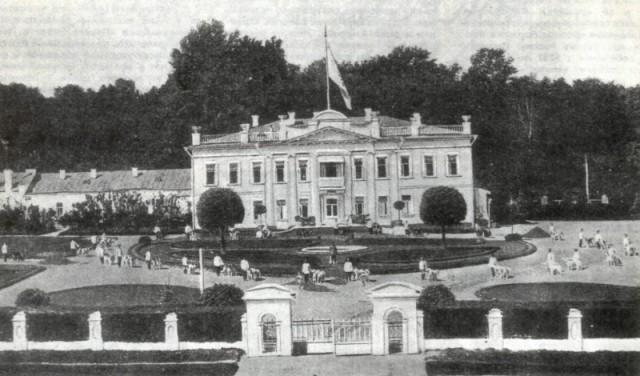
Першинская усадьба — штаб-квартира великокняжеской охоты

Першинская великокняжеская охота действовала в селе Першино Алексинского уезда Тульской губернии с 1887 по 1914 годы и принадлежала великому князю Николаю Николаевичу (младшему).
Першинская усадьба была построена в царствование Екатерины II банкиром И. П. Лазаревым. Позже имение принадлежало Деляновым и Баташевым.

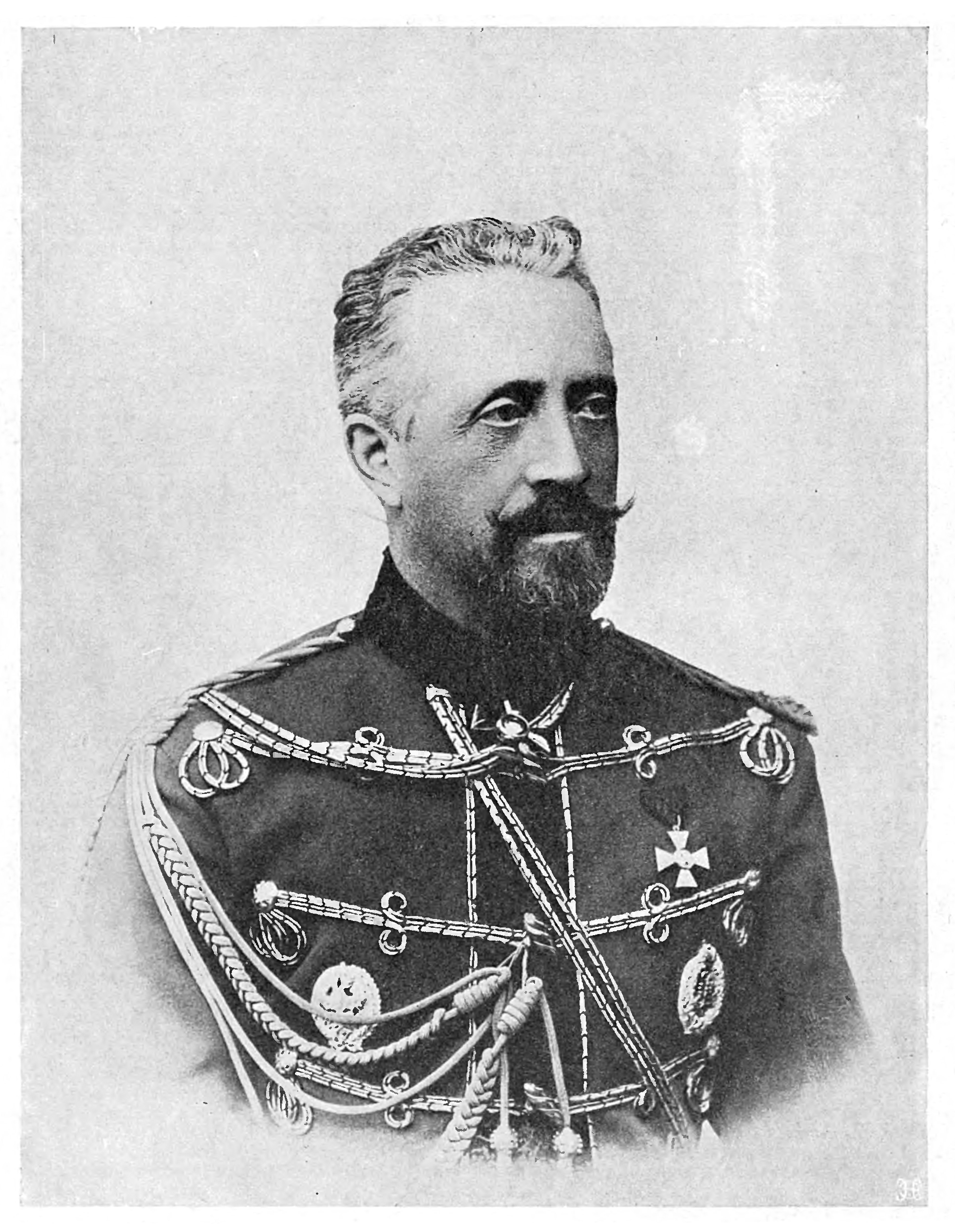
Великий князь Николай Николаевич (мл.) — хозяин Першина

После отмены крепостного права имение пришло в упадок и в 1887 году было куплено великим князем Николаем Николаевичем. Великий князь организовал там образцовый «завод» борзых собак. В лучшие годы Першинская охота насчитывала до 365 собак, из них 100 гончих, 130 русских псовых и 15 английских борзых, 20 собак-«пенсионеров» и около сотни щенков. В конюшнях стояли около 70 лошадей арденской и кабардинской породы. Из Швейцарии были выписаны быки и 21 тёлка «швицкой» породы.
В Першине была хорошо поставлена селекционная работа. Д. П. Вальцов, управляющий делами великого князя Николая Николаевича в Першино, был заводчиком охотничьих собак и вывел породу гончих — «русская пегая». Ежегодно проводили испытания русских борзых на резвость по зайцу-русаку и на злобу по волку. В 1898 году кобель русской борзой Сокол Першинской охоты получил золотую медаль на Московской выставке.
Дом имения находился в полугоре над рекой Упой. Обстановка была роскошна: богатая мебель, ковры, чучела животных, добытых самим хозяином — медведи, лоси, волки, кабаны и птицы. Стены столовой украшали живописные полотна художника-охотника Г. К. фон Майера. Для борзых были построены 10 каменных домов с денниками по 12 собак в каждом, с комнатами и кухней для охотника и его помощника-мальчика, ухаживающего за собаками. Большие выпуски и дома были огорожены оцинкованной сеткой. Собаки собственной своры князя находились рядом с домом управляющего охотой, то есть самого Д. П. Вальцова. Отдельно стоял дом с выпуском для пожилых собак и собак-инвалидов.
Охотничьи выезды обставлялись с небывалой помпой. В штате охоты был свой духовой оркестр. Все участники были одеты в специально сшитые костюмы: у выжлятников (гончатников) они были яркие, что помогало вспугивать зверя, у борзятников, которым предстояло стоять на лазу в засаде, одежда была неброская, защитной окраски. Главным распорядителем выступал сам великий князь.
Для прибытия гостей на Сызрано-Вяземской дороге была специально построена станция «Рюриково» и вокзал в стиле а ля рюсс. При вокзале была станционная церковь. От вокзала до усадьбы шла дорога протяжённостью около 20 верст.

## Книга о Першинской охоте

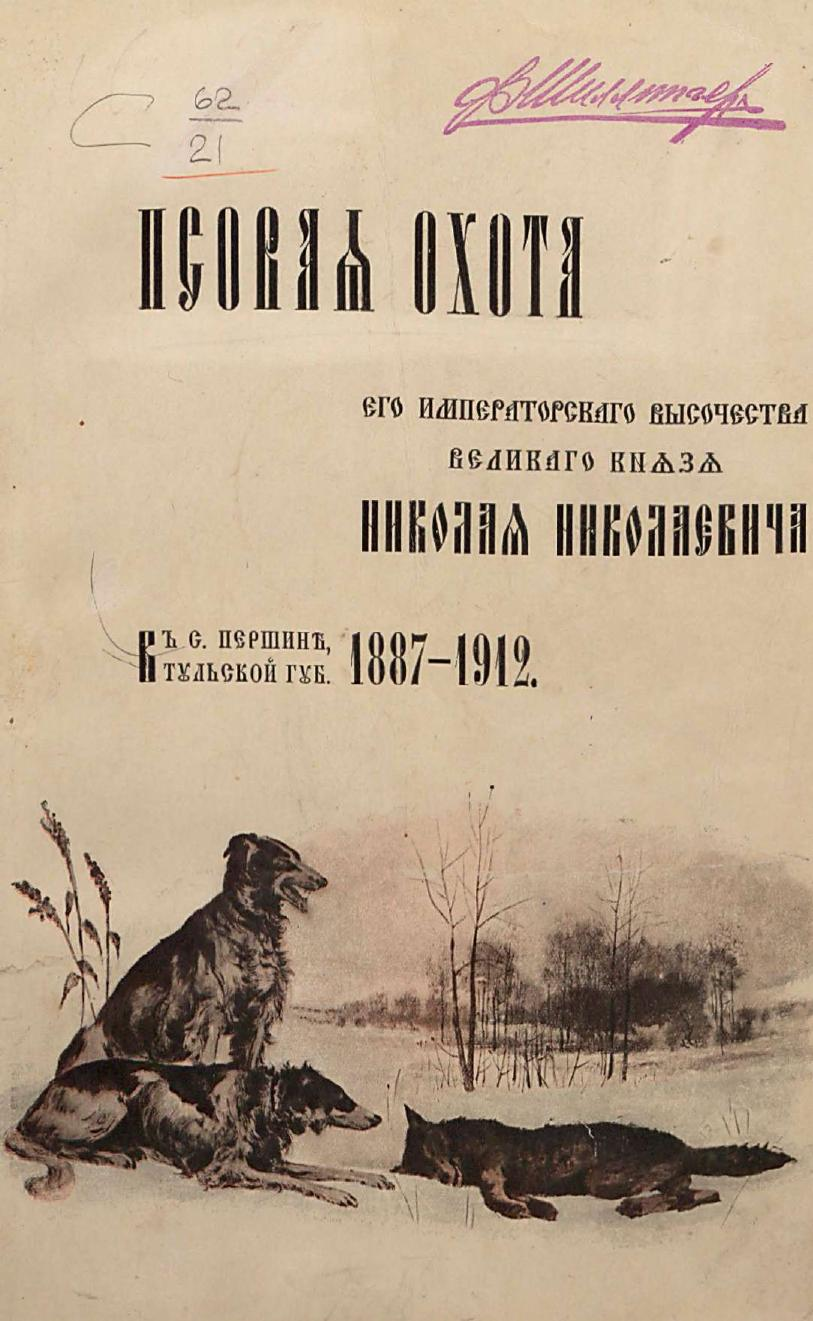

С благословения великого князя ловчий Першинской охоты Д. П. Вальцов написал книгу о ней под заголовком «Псовая охота Его Императорского Высочества Великого князя Николая Николаевича в с. Першине, Тульской губернии 1887—1912 гг.». Книга вышла в свет в петербургской типографии П. О. Яблонского в 1913 году тиражом 1000 экземпляров. Текст предваряется посвящением, «с соизволения великого князя», всем русским псовым охотникам.
«Першинская охота…» представляет собой классический труд, дающий представление о последних комплектных псовых охотах в России. В книге подробно описаны обустройство псарни в Першине, организация содержания собак, численность и обязанности персонала охоты и псарни, установленные владельцем — князем Романовым — правила выезда на охоту и самой охоты. Подробно описаны несколько «полей» (охотничьих дней и сезонов), в которых участвовали высокопоставленные гости, столь же страстные охотники, как и сам Николай Николаевич. Целая глава книги посвящена истории першинских собак — борзых и гончих. В книгу включены около 100 фотографий — вместе с описаниями, они дали возможность реконструировать охотничью усадьбу в Першине, уничтоженную в революционные и ранние советские годы.
Книга переиздана через 90 лет после первого выхода в свет, в 1993 году, и часто цитируется в охотничьей литературе.

## Комментарии
1. ↑  Согласно современному административно-территориальному делению, Першино входит в состав муниципального образования города Алексин Тульской области.
2. ↑  Вокзал был закрыт в 1990-е гг., вместо него используется железнодорожная платформа